# A-Jugend Handball-Bundesliga 2022/23
Die Saison 2022/23 der A-Jugend Handball-Bundesliga JBLH war die zwölfte Spielzeit der höchsten deutschen Spielklasse im Handball der männlichen Jugend. Sie startete am 9. September 2022 in Kiel und endet am 28. Mai 2023 mit dem Final-Rückspiel. In vielen Medien kommt seit einigen Jahren oft nur noch der Begriff U19 statt A-Jugend für die Altersklasse der 17- und 18-jährigen Handballspieler zur Anwendung. Die A-Jugend-Bundesliga JBLH 2022/23 wurde vom Deutschen Handballbund (DHB) ausgerichtet, welcher die Ergebnisse für die Jugend-Ligen seit der Saison 2022/23 in dem Portal Handball.net veröffentlichte.

## Modus
Nach 2 Saisons, in denen der Modus durch die Corona-Pandemie beeinflusst wurde, kehrte die A-Jugend Handball-Bundesliga in der Saison 2022/23 wieder zum Modus mit 40 Mannschaften zurück, so wie er auch in der Saison 2019/20 zur Anwendung kam. Der Ablauf der A-Jugend Handball-Bundesliga gliedert sich in eine Vorrunde, eine Meisterrunde und eine anschließende K.o.-Runde mit Viertelfinale, Halbfinale und Finale um die Deutsche A-Jugend-Meisterschaft.
In der Vorrunde wurden die Mannschaften nach regionalen Gesichtspunkten in 4 Staffeln mit je 10 Mannschaften eingeteilt, in denen in einer Einfachrunde einmal jeder gegen jeden spielte. Nach den somit 9 Spielen für jede Mannschaft qualifizierten sich die ersten Vier jeder Staffel für die Meisterrunde. Die Plätze fünf bis zehn durften in der DHB-Pokalrunde weiterspielen.
Die Meisterrunde wurde in 2 Staffeln mit je 8 Mannschaften in Hin- und Rückspielen ausgetragen. Die Plätze eins bis vier qualifizierten sich für das Viertelfinale. Alle 16 Teilnehmer der Meisterrunde sicherten sich auch die Teilnahme an der A-Jugend Handball-Bundesliga 2023/24.
Mit dem Viertelfinale starten die K.o.-Runden um die Deutsche A-Jugend-Meisterschaft, in der alle Begegnungen mit Hin- und Rückspielen ausgetragen werden.
Die DHB-Pokalrunde mit den Plätzen 5 bis 10 der Vorrunde starteten in vier Sechserstaffeln mit Hin- und Rückspielen, aus denen die beiden Erstplatzierten jeder Staffel weiterkamen in das Pokal-Viertelfinale. Für alle anderen Mannschaften war die Saison hier beendet. Die Gewinner der Viertelfinale spielen dann in einem Final Four den DHB-Pokalsieger aus und haben ebenfalls einen Startplatz in der JBLH 2023/24 sicher.

## Staffeleinteilung
Folgende Mannschaften qualifizierten sich für die Vorrunde in der Saison 2020/21 und wurden in folgende Staffeln eingeteilt:
| Staffel Nord-Ost - 1. VfL Potsdam (1) - Füchse Berlin Reinickendorf (1) - HC Empor Rostock (3) - HSG Eider Harde (4) - HSV Hamburg(1) - Mecklenburger Stiere Schwerin (4) - MTV Lübeck (5) - SG HC Bremen/Hastedt (4) - SG Flensburg-Handewitt (1) - THW Kiel (1) | Staffel West - ASV Hamm-Westfalen (5) - Bergischer HC (5) - HSG Handball Lemgo (4) - SC Magdeburg (1) - TSV Anderten (4) - TSV Bayer Dormagen (1) - TSV Burgdorf (4) - TSV GWD Minden (1) - TuSEM Essen (4) - VfL Gummersbach (4) | Staffel Mitte - HC Erlangen (1) - HSC 2000 Coburg (4) - HSG Dutenhofen/Münchholzhausen (4) - HSG Hanau (5) - HSG Rodgau Nieder-Roden (2) - mJSG Melsungen/Körle/Guxhagen (1) - SC DHfK Leipzig (1) - SG DJK Rimpar (5) - TSG Münster (1) - TV Nieder-Olm (3) | Staffel Süd - HG Oftersheim/Schwetzingen (2) - HSG Konstanz (4) - JSG Balingen-Weilstetten (1) - mHSG Friesenheim-Hochdorf (4) - Rhein-Neckar Löwen (1) - SG BBM Bietigheim (5) - SG Pforzheim/Eutingen (1) - TPSG Frisch Auf Göppingen (2) - TSV München-Allach 1909 (4) - TV Bittenfeld (1) |

(1) qualifiziert durch die Teilnahme am Viertelfinale der Deutschen A-Jugend-Meisterschaft 2022

(2) qualifiziert durch die Teilnahme am Halbfinale des DHB-Pokals 2022. Der vierte Halbfinalist VfL Horneburg verzichtete auf eine Meldung für die Saison 2022/23.

(3) qualifiziert durch die Teilnahme am Viertelfinale der Deutschen B-Jugend-Meisterschaft 2022

(4) qualifiziert über einen der fünf regionalen Qualifikationsbereiche

(5) qualifiziert über 2 bundesweite Qualifikations-Endrunden (Nord und Süd), an der die ausgeschiedenen Mannschaften der regionalen Qualifikationsbereichen teilnahmen.

## Vorrunde
In der Vorrunde wurden die Mannschaften nach regionalen Gesichtspunkten in 4 Staffeln mit je 10 Mannschaften eingeteilt, in denen in einer Einfachrunde einmal jeder gegen jeden spielte. Nach den somit 9 Spielen für jede Mannschaft qualifizierten sich die ersten Vier jeder Staffel für die Meisterrunde.

### Staffel Nord-Ost
Alle Mannschaften in der Übersicht:
Tabelle
| Pl.                                            | Verein                         | Sp. | S | U | N | Tore      | Diff. | Punkte |
| ---------------------------------------------- | ------------------------------ | --- | - | - | - | --------- | ----- | ------ |
| 1.                                             | Füchse Berlin Reinickendorf    | 9   | 9 | 0 | 0 | 0317:1940 | +123  | 018:00 |
| 2.                                             | THW Kiel                       | 9   | 7 | 1 | 1 | 0268:2280 | +40   | 015:30 |
| 3.                                             | HSV Hamburg                    | 9   | 7 | 0 | 2 | 0282:2620 | +20   | 014:40 |
| 4.                                             | HC Empor Rostock               | 9   | 5 | 1 | 3 | 0304:2830 | +21   | 011:70 |
| 5.                                             | SG Flensburg-Handewitt         | 9   | 5 | 0 | 4 | 0207:2090 | −2    | 010:80 |
| 6.                                             | HSG Eider Harde                | 9   | 4 | 0 | 5 | 0270:2920 | −22   | 08:100 |
| 7.                                             | MTV Lübeck                     | 9   | 3 | 0 | 6 | 0251:2800 | −29   | 06:120 |
| 8.                                             | 1. VfL Potsdam1                | 9   | 2 | 0 | 7 | 0224:2480 | −24   | 04:140 |
| 9.                                             | Mecklenburger Stiere Schwerin1 | 9   | 2 | 0 | 7 | 0191:2460 | −55   | 04:140 |
| 10.                                            | SG HC Bremen/Hastedt           | 9   | 0 | 0 | 9 | 0220:2920 | −72   | 00:180 |
| Quelle: Handball.net, Stand: 20. November 2022 |                                |     |   |   |   |           |       |        |

Legende und Erläuterungen
Kreuztabelle

Die Kreuztabelle stellt die Ergebnisse aller Spiele dieser Saison dar. Die Heimmannschaft ist in der linken Spalte, die Gastmannschaft in der oberen Zeile aufgelistet.
| 2022/23 Staffel Nord-Ost      | Füchse | Potsdam | Flensbu. | Kiel  | Hamburg | Schwerin | Rostock | Bremen | Eider H | Lübeck |
| ----------------------------- | ------ | ------- | -------- | ----- | ------- | -------- | ------- | ------ | ------- | ------ |
| Füchse Berlin Reinickendorf   |        | 36:26   | 28:13    | ---   | ---     | 45:19    | ---     | ---    | 45:25   | 33:22  |
| 1. VfL Potsdam                | ---    |         | ---      | 18:28 | 23:25   | 27:23    | 32:35   | 24:21  | ---     | ---    |
| SG Flensburg-Handewitt        | ---    | 27:24   |          | 25:31 | ---     | ---      | 41:34   | ---    | ---     | 31:22  |
| THW Kiel                      | 23:24  | ---     | ---      |       | 28:23   | 35:24    | 29:29   | 31:24  | ---     | ---    |
| HSV Hamburg                   | 21:38  | ---     | 27:21    | ---   |         | ---      | ---     | 41:33  | 41:28   | ---    |
| Mecklenburger Stiere Schwerin | ---    | ---     | 0:0      | ---   | 25:32   |          | 20:26   | ---    | 24:26   | 31:33  |
| HC Empor Rostock              | 29:32  | ---     | ---      | ---   | 33:38   | ---      |         | 37:26  | 40:34   | ---    |
| SG HC Bremen/Hastedt          | 16:36  | ---     | 24:27    | ---   | ---     | 22:25    | ---     |        | 30:40   | 24:31  |
| HSG Eider Harde               | ---    | 29:27   | 19:22    | 34:35 | ---     | ---      | ---     | ---    |         | 35:28  |
| MTV Lübeck                    | ---    | 24:23   | ---      | 27:28 | 33:34   | ---      | 31:41   | ---    | ---     |        |

| Heimsieg | Unentschieden | Auswärtssieg | --- Einfachrunde, Rückspiele werden nicht ausgetragen |

### Staffel West
Alle Mannschaften in der Übersicht:
Tabelle
| Pl.                                            | Verein              | Sp. | S | U | N | Tore      | Diff. | Punkte |
| ---------------------------------------------- | ------------------- | --- | - | - | - | --------- | ----- | ------ |
| 1.                                             | SC Magdeburg1       | 9   | 7 | 0 | 2 | 0297:2580 | +39   | 014:40 |
| 2.                                             | TSV Bayer Dormagen1 | 9   | 7 | 0 | 2 | 0315:2750 | +40   | 014:40 |
| 3.                                             | Bergischer HC       | 9   | 6 | 1 | 2 | 0304:2900 | +14   | 013:50 |
| 4.                                             | HSG Handball Lemgo  | 9   | 6 | 0 | 3 | 0336:3070 | +29   | 012:60 |
| 5.                                             | TSV Burgdorf        | 9   | 5 | 1 | 3 | 0287:2800 | +7    | 011:70 |
| 6.                                             | TuSEM Essen1        | 9   | 4 | 1 | 4 | 0284:2810 | +3    | 09:90  |
| 7.                                             | TSV GWD Minden1     | 9   | 4 | 1 | 4 | 0303:3020 | +1    | 09:90  |
| 8.                                             | VfL Gummersbach     | 9   | 3 | 0 | 6 | 0265:3050 | −40   | 06:120 |
| 9.                                             | TSV Anderten1       | 9   | 0 | 1 | 8 | 0278:3070 | −29   | 01:170 |
| 10.                                            | ASV Hamm-Westfalen1 | 9   | 0 | 1 | 8 | 0259:3170 | −58   | 01:170 |
| Quelle: Handball.net, Stand: 20. November 2022 |                     |     |   |   |   |           |       |        |

Legende und Erläuterungen
Kreuztabelle

Die Kreuztabelle stellt die Ergebnisse aller Spiele dieser Saison dar. Die Heimmannschaft ist in der linken Spalte, die Gastmannschaft in der oberen Zeile aufgelistet.
| 2022/23 Staffel West | Dormagen | Magdebu. | Essen | Minden | Gummersb | Burgdorf | Lemgo | Berg.HC | Hamm-W | Anderten |
| -------------------- | -------- | -------- | ----- | ------ | -------- | -------- | ----- | ------- | ------ | -------- |
| TSV Bayer Dormagen   |          | 30:32    | ---   | 35:25  | 30:27    | ---      | ---   | 40:34   | ---    | 39:31    |
| SC Magdeburg         | ---      |          | 30:27 | ---    | ---      | 33:19    | 36:37 | 32:27   | ---    | ---      |
| TuSEM Essen          | 31:28    | ---      |       | 32:32  | ---      | 31:37    | 35:43 | ---     | ---    | ---      |
| TSV GWD Minden       | ---      | 39:32    | ---   |        | ---      | 31:30    | 32:42 | ---     | 45:33  | 33:28    |
| VfL Gummersbach      | ---      | 28:36    | 24:37 | 34:32  |          | ---      | ---   | 28:36   | ---    | 33:32    |
| TSV Burgdorf         | 32:33    | ---      | ---   | ---    | 33:29    |          | 36:29 | ---     | 34:29  | ---      |
| HSG Handball Lemgo   | 33:46    | ---      | ---   | ---    | 40:29    | ---      |       | ---     | 39:26  | 44:38    |
| Bergischer HC        | ---      | ---      | 27:26 | 36:34  | ---      | 38:38    | 35:29 |         | 32:29  | ---      |
| ASV Hamm-Westfalen   | 30:34    | 23:36    | 30:34 | ---    | 29:33    | ---      | ---   | ---     |        | 30:30    |
| TSV Anderten         | ---      | 28:30    | 30:31 | ---    | ---      | 27:28    | ---   | 34:39   | ---    |          |

| Heimsieg | Unentschieden | Auswärtssieg | --- Einfachrunde, Rückspiele werden nicht ausgetragen |

### Staffel Mitte
Alle Mannschaften in der Übersicht:
Tabelle
| Pl.                                            | Verein                         | Sp. | S | U | N | Tore      | Diff. | Punkte |
| ---------------------------------------------- | ------------------------------ | --- | - | - | - | --------- | ----- | ------ |
| 1.                                             | HC Erlangen                    | 9   | 8 | 1 | 0 | 0303:2490 | +54   | 017:10 |
| 2.                                             | mJSG Melsungen/Körle/Guxhagen  | 9   | 7 | 0 | 2 | 0304:2620 | +42   | 014:40 |
| 3.                                             | TV Nieder-Olm1                 | 9   | 6 | 0 | 3 | 0267:2570 | +10   | 012:60 |
| 4.                                             | SC DHfK Leipzig1               | 9   | 6 | 0 | 3 | 0304:2480 | +56   | 012:60 |
| 5.                                             | HSC 2000 Coburg                | 9   | 5 | 0 | 4 | 0291:2770 | +14   | 010:80 |
| 6.                                             | HSG Rodgau Nieder-Roden1       | 9   | 4 | 0 | 5 | 0284:2740 | +10   | 08:100 |
| 7.                                             | TSG Münster1                   | 9   | 4 | 0 | 5 | 0265:2570 | +8    | 08:100 |
| 8.                                             | SG DJK Rimpar                  | 9   | 2 | 0 | 7 | 0241:3180 | −77   | 04:140 |
| 9.                                             | HSG Dutenhofen/Münchholzhausen | 9   | 1 | 1 | 7 | 0212:2580 | −46   | 03:150 |
| 10.                                            | HSG Hanau                      | 9   | 1 | 0 | 8 | 0220:2910 | −71   | 02:160 |
| Quelle: Handball.net, Stand: 20. November 2022 |                                |     |   |   |   |           |       |        |

Kreuztabelle

Die Kreuztabelle stellt die Ergebnisse aller Spiele dieser Saison dar. Die Heimmannschaft ist in der linken Spalte, die Gastmannschaft in der oberen Zeile aufgelistet.
| 2022/23 Staffel Mitte          | Münster | NRoden | Melsug. | Leipzig | N-Olm | Erlang | Dutenh | Coburg | Rimpar | Hanau |
| ------------------------------ | ------- | ------ | ------- | ------- | ----- | ------ | ------ | ------ | ------ | ----- |
| TSG Münster                    |         | ---    | 34:38   | ---     | 28:21 | 27:28  | 26:23  | 30:33  | ---    | ---   |
| HSG Rodgau Nieder-Roden        | 32:27   |        | ---     | 28:31   | ---   | ---    | 25:17  | ---    | 38:30  | ---   |
| mJSG Melsungen/Körle/Guxhagen  | ---     | 31:30  |         | 29:24   | 36:28 | ---    | 37:19  | 29:38  | ---    | ---   |
| SC DHfK Leipzig                | 37:29   | ---    | ---     |         | 31:36 | ---    | 35:23  | ---    | 42:15  | ---   |
| TV Nieder-Olm                  | ---     | 36:30  | ---     | ---     |       | 26:33  | ---    | 27:26  | ---    | 28:22 |
| HC Erlangen                    | ---     | 34:29  | 40:37   | 33:28   | ---   |        | ---    | ---    | 43:28  | 32:21 |
| HSG Dutenhofen/Münchholzhausen | ---     | ---    | ---     | ---     | 24:27 | 22:22  |        | 29:33  | ---    | 31:26 |
| HSC 2000 Coburg                | ---     | 39:35  | ---     | 29:34   | ---   | 31:38  |        |        | ---    | 30:22 |
| SG DJK Rimpar                  | 25:32   | ---    | 28:36   | ---     | 27:38 | ---    | 27:24  | 33:32  |        | ---   |
| HSG Hanau                      | 20:32   | 29:37  | 21:31   | 26:42   | ---   | ---    | ---    | ---    | 33:28  |       |

| Heimsieg | Unentschieden | Auswärtssieg | --- Einfachrunde, Rückspiele werden nicht ausgetragen |

### Staffel Süd
Alle Mannschaften in der Übersicht:
Tabelle
| Pl.                                            | Verein                      | Sp. | S | U | N | Tore      | Diff. | Punkte |
| ---------------------------------------------- | --------------------------- | --- | - | - | - | --------- | ----- | ------ |
| 1.                                             | Rhein-Neckar Löwen          | 9   | 8 | 0 | 1 | 0284:2300 | +54   | 016:20 |
| 2.                                             | HG Oftersheim/Schwetzingen1 | 9   | 6 | 1 | 2 | 0280:2560 | +24   | 013:50 |
| 3.                                             | JSG Balingen-Weilstetten1   | 9   | 6 | 1 | 2 | 0275:2510 | +24   | 013:50 |
| 4.                                             | SG Pforzheim/Eutingen       | 9   | 5 | 2 | 2 | 0274:2290 | +45   | 012:60 |
| 5.                                             | TSV München-Allach 1909     | 9   | 5 | 1 | 3 | 0280:2520 | +28   | 011:70 |
| 6.                                             | TPSG Frisch Auf Göppingen   | 9   | 5 | 0 | 4 | 0286:2660 | +20   | 010:80 |
| 7.                                             | SG BBM Bietigheim           | 9   | 3 | 1 | 5 | 0254:2870 | −33   | 07:110 |
| 8.                                             | mHSG Friesenheim-Hochdorf1  | 9   | 1 | 2 | 6 | 0252:2760 | −24   | 04:140 |
| 9.                                             | HSG Konstanz1               | 9   | 1 | 2 | 6 | 0262:3260 | −64   | 04:140 |
| 10.                                            | TV Bittenfeld               | 9   | 0 | 0 | 9 | 0228:3020 | −74   | 00:180 |
| Quelle: Handball.net, Stand: 20. November 2022 |                             |     |   |   |   |           |       |        |

Legende und Erläuterungen
Kreuztabelle

Die Kreuztabelle stellt die Ergebnisse aller Spiele dieser Saison dar. Die Heimmannschaft ist in der linken Spalte, die Gastmannschaft in der oberen Zeile aufgelistet.
| 2022/23 Staffel Süd        | Löwen | Eutingen | Bittenf | Balingen | Göpping | Oftersh | Allach | Konstanz | Friesen | Bietigh |
| -------------------------- | ----- | -------- | ------- | -------- | ------- | ------- | ------ | -------- | ------- | ------- |
| Rhein-Neckar Löwen         |       | 28:25    | 35:23   | ---      | ---     | ---     | 33:29  | ---      | 33:23   | ---     |
| SG Pforzheim/Eutingen      | ---   |          | 35:20   | 26:26    | 29:32   | ---     | ---    | ---      | ---     | 37:23   |
| TV Bittenfeld              | ---   | ---      |         | 22:31    | 28:36   | ---     | ---    | 29:32    | ---     | 29:38   |
| JSG Balingen-Weilstetten   | 30:29 | ---      | ---     |          | 34:28   | ---     | ---    | 40:30    | ---     | 34:30   |
| TPSG Frisch Auf Göppingen  | 24:32 | ---      | ---     | ---      |         | 32:33   | ---    | 42:28    | 35:28   | 28:29   |
| HG Oftersheim/Schwetzingen | 27:31 | 26:26    | 29:21   | 27:26    | ---     |         | ---    | 38:27    | ---     | ---     |
| TSV München-Allach 1909    | ---   | 27:28    | 30:25   | 32:26    | 25:29   | 33:26   |        | ---      | ---     | ---     |
| HSG Konstanz               | 30:38 | 23:39    | ---     | ---      | ---     | ---     | 31:39  |          | 28:28   | ---     |
| mHSG Friesenheim-Hochdorf  | ---   | 24:29    | 36:31   | 27:28    | ---     | 32:34   | 29:29  | ---      |         | ---     |
| SG BBM Bietigheim          | 19:25 | ---      | ---     | ---      | ---     | 28:40   | 25:36  | 33:33    | 29:25   |         |

| Heimsieg | Unentschieden | Auswärtssieg | --- Einfachrunde, Rückspiele werden nicht ausgetragen |

## Meisterrunde
Die Hauptrunde – in der JBLH Meisterrunde genannt – wurde in 2 Staffeln mit je 8 Mannschaften in Hin- und Rückspielen ausgetragen. Die Gruppeneinteilung wurde durch die DHB-Durchführungsbestimmungen definiert. Die Plätze eins bis vier qualifizierten sich für das Viertelfinale der Deutschen A-Jugend-Meisterschaft. Für die Mannschaften auf den Plätzen 5–8 war die Saison beendet.
Die 14 Spieltage der Meisterrunde wurden zwischen dem 2. Dezember 2022 und 2. April 2023 ausgetragen. Die 16 Teilnehmer sind auch die ersten Qualifikanten für die A-Jugend Handball-Bundesliga 2023/24

### Meisterrunde 1
| Pl.                                        | Verein                      | Sp. | S  | U | N  | Tore      | Diff. | Punkte  |
| ------------------------------------------ | --------------------------- | --- | -- | - | -- | --------- | ----- | ------- |
| 1.                                         | Füchse Berlin Reinickendorf | 14  | 14 | 0 | 0  | 0500:3600 | +140  | 028:00  |
| 2.                                         | TSV Bayer Dormagen          | 14  | 9  | 0 | 5  | 0484:4400 | +44   | 018:100 |
| 3.                                         | SC DHfK Leipzig             | 14  | 8  | 0 | 6  | 0453:4300 | +23   | 016:120 |
| 4.                                         | HC Erlangen                 | 14  | 8  | 0 | 6  | 0462:4540 | +8    | 016:120 |
| 5.                                         | HC Empor Rostock            | 14  | 7  | 0 | 7  | 0437:4380 | −1    | 014:140 |
| 6.                                         | HG Oftersheim/Schwetzingen  | 14  | 4  | 1 | 9  | 0420:4980 | −78   | 09:190  |
| 7.                                         | Bergischer HC               | 14  | 3  | 1 | 10 | 0414:4840 | −70   | 07:210  |
| 8.                                         | JSG Balingen-Weilstetten    | 14  | 2  | 0 | 12 | 0377:4430 | −66   | 04:240  |
| Quelle: Handball.net, Stand: 2. April 2023 |                             |     |    |   |    |           |       |         |

Entscheidungen

Bei Punktgleichheit entscheidet vorerst die gesamte Tordifferenz.
1 Sobald die Mannschaften beide Spiele gegeneinander durchgeführt haben, wird der direkte Vergleich der Mannschaften berücksichtigt und in der Tabelle gekennzeichnet.

Kreuztabelle

Die Kreuztabelle stellt die Ergebnisse aller Spiele dieser Meisterrunde dar. Die Heimmannschaft ist in der linken Spalte, die Gastmannschaft in der oberen Zeile aufgelistet.
| Meisterrunde 1 2022/23      | Füchse | Erlangen | Dormagen | Oftershm | Balingen | Berg.HC | Leipzig | Rostock |
| --------------------------- | ------ | -------- | -------- | -------- | -------- | ------- | ------- | ------- |
| Füchse Berlin Reinickendorf |        | 37:27    | 35:28    | 44:24    | 35:27    | 33:19   | 35:33   | 37:32   |
| HC Erlangen                 | 27:37  |          | 36:34    | 37:31    | 35:24    | 45:39   | 32:28   | 28:25   |
| TSV Bayer Dormagen          | 26:30  | 37:30    |          | 41:29    | 28:26    | 30:31   | 35:36   | 34:30   |
| HG Oftersheim/Schwetzingen  | 20:31  | 30:29    | 31:35    |          | 32:30    | 46:38   | 27:35   | 30:40   |
| JSG Balingen-Weilstetten    | 28:44  | 30:31    | 21:32    | 28:29    |          | 27:28   | 27:33   | 31:28   |
| Bergischer HC               | 22:34  | 34:45    | 31:34    | 34:34    | 33:27    |         | 29:35   | 26:33   |
| SC DHfK Leipzig             | 29:30  | 34:28    | 37:45    | 44:31    | 23:26    | 26:24   |         | 32:31   |
| HC Empor Rostock            | 18:38  | 34:32    | 37:45    | 32:26    | 32:25    | 35:26   | 30:28   |         |

| Heimsieg | Unentschieden | Auswärtssieg |

### Meisterrunde 2
| Pl.                                        | Verein                        | Sp. | S  | U | N  | Tore      | Diff. | Punkte  |
| ------------------------------------------ | ----------------------------- | --- | -- | - | -- | --------- | ----- | ------- |
| 1.                                         | Rhein-Neckar Löwen            | 14  | 12 | 0 | 2  | 0513:3970 | +116  | 024:40  |
| 2.                                         | SC Magdeburg                  | 14  | 10 | 1 | 3  | 0537:4620 | +75   | 021:70  |
| 3.                                         | THW Kiel                      | 14  | 10 | 0 | 4  | 0456:4170 | +39   | 020:80  |
| 4.                                         | SG Pforzheim/Eutingen         | 14  | 10 | 0 | 4  | 0457:4220 | +35   | 020:80  |
| 5.                                         | mJSG Melsungen/Körle/Guxhagen | 14  | 7  | 0 | 7  | 0465:4810 | −16   | 014:140 |
| 6.                                         | HSV Hamburg                   | 14  | 4  | 0 | 10 | 0390:4510 | −61   | 08:200  |
| 7.                                         | TV Nieder-Olm                 | 14  | 1  | 1 | 12 | 0423:4890 | −66   | 03:250  |
| 8.                                         | HSG Handball Lemgo            | 14  | 1  | 0 | 13 | 0423:5450 | −122  | 02:260  |
| Quelle: Handball.net, Stand: 2. April 2023 |                               |     |    |   |    |           |       |         |

Entscheidungen

Bei Punktgleichheit entscheidet vorerst die gesamte Tordifferenz.
1 Sobald die Mannschaften beide Spiele gegeneinander durchgeführt haben, wird der direkte Vergleich der Mannschaften berücksichtigt und in der Tabelle gekennzeichnet.

Kreuztabelle

Die Kreuztabelle stellt die Ergebnisse aller Spiele dieser Meisterrunde dar. Die Heimmannschaft ist in der linken Spalte, die Gastmannschaft in der oberen Zeile aufgelistet.
| Meisterrunde 2 2022/23        | Magdebu. | Löwen | Kiel  | Melsung. | Hamburg | N-Olm | Lemgo | Eutingen |
| ----------------------------- | -------- | ----- | ----- | -------- | ------- | ----- | ----- | -------- |
| SC Magdeburg                  |          | 41:38 | 28:19 | 45:32    | 41:27   | 38:30 | 40:34 | 32:34    |
| Rhein-Neckar Löwen            | 32:30    |       | 37:25 | 43:33    | 28:26   | 32:25 | 53:37 | 25:29    |
| THW Kiel                      | 42:41    | 28:40 |       | 36:32    | 32:23   | 36:29 | 48:25 | 29:24    |
| mJSG Melsungen/Körle/Guxhagen | 38:42    | 27:35 | 32:42 |          | 27:23   | 36:33 | 37:27 | 29:27    |
| HSV Hamburg                   | 28:37    | 15:38 | 27:32 | 25:29    |         | 39:37 | 36:27 | 32:39    |
| TV Nieder-Olm                 | 39:39    | 30:39 | 25:27 | 28:36    | 27:29   |       | 27:32 | 33:38    |
| HSG Handball Lemgo            | 38:46    | 22:39 | 28:35 | 35:44    | 27:32   | 32:34 |       | 32:38    |
| SG Pforzheim/Eutingen         | 31:37    | 29:34 | 26:25 | 40:33    | 30:28   | 36:26 | 36:27 |          |

| Heimsieg | Unentschieden | Auswärtssieg |

Interessante Fakten und Statistiken nach der Meisterrunde:
- Die Füchse Berlin hatten als einzige Mannschaften alle 9 Vorrunden- und 14 Meisterrunden-Spiele gewonnen. Die nächstbeste Mannschaft (Löwen) musste bereits 3 Niederlagen hinnehmen.
- Magdeburg erzielte mit 537 Toren (durchschnittlich 38,4) die meisten Treffer, Balingen-Weilstetten mit 377 die wenigsten.
- Die Füchse Berlin stellten mit nur 360 Gegentreffern die beste Abwehr, Lemgo mit 545 Treffern die schlechteste. Die beste Tordifferenz mit 140 Toren ging ebenfalls an die Berliner.
- Vor dem letzten Spieltag hofften in der Meisterrunde 1 noch drei Mannschaften punktgleich auf die letzten beiden Plätze für das Viertelfinale. Im Dreiervergleich trennten diese punktgleichen Mannschaften in der Tordifferenz jeweils nur ein Treffer. Leipzig und Erlangen setzen sich schließlich durch.
- 90 Tore fielen in der temporeichen Partie Rhein-Neckar Löwen gegen HSG Lemgo (53:37). Die deutlichsten Siege mit plus 23 Treffern feierten der THW Kiel mit 48:25 gegen Lemgo und die Rhein-Neckar Löwen mit 35:18 beim Auswärtssieg gegen den HSV Hamburg.
- Als Überraschungsmannschaft der Meisterrunde galt die SG Pforzheim/Eutingen. Auswärtssiege bei den Löwen und in Magdeburg beispielsweise hatte vorher niemand erwartet. In der Vorrunde hatte Pforzheim erst im letzten, entscheidenden Spiel gegen Allach durch ein Freistoßtor in der letzten Sekunde überhaupt das Ticket für die Meisterrunde gesichert.
- Die besten 5 Torschützen nach der Vor- und Meisterrunde:

| Rang | Spieler           | Verein                | Tore | Spiele |
| ---- | ----------------- | --------------------- | ---- | ------ |
| 01   | Torsten Anselm    | SG Pforzheim/Eutingen | 200  | 23     |
| 02   | Joe Ballmann      | Bergischer HC         | 187  | 19     |
| 03   | Frederik Puls     | HSG Handball Lemgo    | 182  | 21     |
| 04   | Niklas Glindemann | TV Nieder-Olm         | 169  | 23     |
| 05   | Mathieu Fenyö     | SC Magdeburg          | 165  | 22     |

## Finalspiele um die Deutsche A-Jugend-Meisterschaft
Übersicht
|  | Viertelfinale               | Viertelfinale               | Viertelfinale |    |                    | Halbfinale | Halbfinale | Halbfinale |  |  | Finale | Finale | Finale |
|  |                             |                             |               |    |                    |            |            |            |  |  |        |        |        |
|  | SC DHfK Leipzig             | 32                          | 37            |    |                    |            |            |            |  |  |        |        |        |
|  | SC Magdeburg                | 35                          | 39            |    |                    |            |            |            |  |  |        |        |        |
|  | SC Magdeburg                | 35                          | 39            |    | SC Magdeburg       | 31         | 28         |            |  |  |        |        |        |
|  |                             |                             |               |    | SC Magdeburg       | 31         | 28         |            |  |  |        |        |        |
|  |                             | Füchse Berlin Reinickendorf | 27            | 33 |                    |            |            |            |  |  |        |        |        |
|  | SG Pforzheim/Eutingen       | Füchse Berlin Reinickendorf | 27            | 33 | 27                 | 36         |            |            |  |  |        |        |        |
|  | SG Pforzheim/Eutingen       |                             |               |    |                    | 36         |            |            |  |  |        |        |        |
|  | Füchse Berlin Reinickendorf | 28                          | 36            |    |                    |            |            |            |  |  |        |        |        |
|  | Füchse Berlin Reinickendorf | 28                          | 36            |    | Rhein-Neckar Löwen | 22         |            |            |  |  |        |        |        |
|  |                             |                             |               |    |                    |            |            |            |  |  |        |        |        |
|  |                             | Füchse Berlin Reinickendorf | 29            |    |                    |            |            |            |  |  |        |        |        |
|  | THW Kiel                    | Füchse Berlin Reinickendorf | 29            | 40 | 29                 |            |            |            |  |  |        |        |        |
|  | THW Kiel                    |                             |               |    |                    |            |            |            |  |  |        |        |        |
|  | TSV Bayer Dormagen          | 30                          | 35            |    |                    |            |            |            |  |  |        |        |        |
|  | TSV Bayer Dormagen          | 30                          | 35            |    | THW Kiel           | 29         | 25         |            |  |  |        |        |        |
|  |                             |                             |               |    | THW Kiel           | 29         | 25         |            |  |  |        |        |        |
|  |                             | Rhein-Neckar Löwen          | 25            | 35 |                    |            |            |            |  |  |        |        |        |
|  | HC Erlangen                 | Rhein-Neckar Löwen          | 25            | 35 | 36                 | 32         |            |            |  |  |        |        |        |
|  | HC Erlangen                 |                             |               |    |                    |            |            |            |  |  |        |        |        |
|  | Rhein-Neckar Löwen          | 47                          | 36            |    |                    |            |            |            |  |  |        |        |        |

### Viertelfinale
Das Viertelfinale wurde mit Hin- und Rückspielen ausgetragen. Bei Punktgleichheit nach beiden Spielen kam das Team mit der besseren Tordifferenz weiter. Bei Punktgleichheit und gleicher Tordifferenz wurde nach der höheren Zahl der auswärts geworfenen Tore gewertet. War auch dann noch keine Entscheidung gefallen, wurde sie nach dem zuletzt ausgetragenen Spiel ohne Verlängerung durch Siebenmeterwerfen entsprechend herbeigeführt.
Viertelfinale 1
| 22. April 2023 15:00 Uhr TV: sportdeutschland.tv | SG Pforzheim/Eutingen                                  | 27:28        | Füchse Berlin Reinickendorf                                       | Bertha-Benz Halle, Pforzheim Zuschauer: 545 Schiedsrichter: Maximilian Engeln, Felix Schmitz |
| 22. April 2023 15:00 Uhr TV: sportdeutschland.tv | meiste Tore: Torsten Anselm (12), Josias Boschmann (6) | (11:15)      | meiste Tore: Marvin Siemer (9), Felix Mart (5), Benedikt Kühn (5) | Bertha-Benz Halle, Pforzheim Zuschauer: 545 Schiedsrichter: Maximilian Engeln, Felix Schmitz |
| 22. April 2023 15:00 Uhr TV: sportdeutschland.tv | Strafen: 1× 5×                                         | Spielbericht | Strafen: 2× 4×                                                    | Bertha-Benz Halle, Pforzheim Zuschauer: 545 Schiedsrichter: Maximilian Engeln, Felix Schmitz |

| 29. April 2023 18:30 Uhr TV: sportdeutschland.tv | Füchse Berlin Reinickendorf                                          | 36:36        | SG Pforzheim/Eutingen                                  | Lilli-Henoch-Sporthalle, Berlin Zuschauer: 249 Schiedsrichter: Marvin Völkening, Jonas Zollitsch |
| 29. April 2023 18:30 Uhr TV: sportdeutschland.tv | meiste Tore: M. Siemer(9), S. Overby(5), F. Bilepp(5), M. Günther(5) | (19:17)      | meiste Tore: Torsten Anselm (14), Josias Boschmann (6) | Lilli-Henoch-Sporthalle, Berlin Zuschauer: 249 Schiedsrichter: Marvin Völkening, Jonas Zollitsch |
| 29. April 2023 18:30 Uhr TV: sportdeutschland.tv | Strafen: 1× 7×                                                       | Spielbericht | Strafen: 2× 8×                                         | Lilli-Henoch-Sporthalle, Berlin Zuschauer: 249 Schiedsrichter: Marvin Völkening, Jonas Zollitsch |

Die Füchse Berlin Reinickendorf zogen mit dem Gesamtergebnis von 3:1 Punkten in das Halbfinale ein.
Viertelfinale 2
| 22. April 2023 17:00 Uhr | THW Kiel                                                 | 40:30        | TSV Bayer Dormagen                                        | Edgar-Meschkat-Halle, Altenholz Zuschauer: 587 Schiedsrichter: Lukas Müller, Robert Müller |
| 22. April 2023 17:00 Uhr | meiste Tore: Juri Richter (9), Ben Connar Battermann (7) | (22:17)      | meiste Tore: Felix Boeckenholt (8), Johannes Emmerich (5) | Edgar-Meschkat-Halle, Altenholz Zuschauer: 587 Schiedsrichter: Lukas Müller, Robert Müller |
| 22. April 2023 17:00 Uhr | Strafen: 3×                                              | Spielbericht | Strafen: 1× 4×                                            | Edgar-Meschkat-Halle, Altenholz Zuschauer: 587 Schiedsrichter: Lukas Müller, Robert Müller |

| 29. April 2023 16:00 Uhr TV: sportdeutschland.tv | TSV Bayer Dormagen                                  | 35:29        | THW Kiel                                                                    | TSV Bayer Sportcenter, Dormagen Zuschauer: 452 Schiedsrichter: Eelco Schmitz, Robin Schmitz |
| 29. April 2023 16:00 Uhr TV: sportdeutschland.tv | meiste Tore: Felix Boeckenholt (8), Luke Kaysen (6) | (15:15)      | meiste Tore: Ben Connar Battermann (11), Juri Richter (4), Jacob Broyer (4) | TSV Bayer Sportcenter, Dormagen Zuschauer: 452 Schiedsrichter: Eelco Schmitz, Robin Schmitz |
| 29. April 2023 16:00 Uhr TV: sportdeutschland.tv | Strafen: 1× 2×                                      | Spielbericht | Strafen: 1× 9×                                                              | TSV Bayer Sportcenter, Dormagen Zuschauer: 452 Schiedsrichter: Eelco Schmitz, Robin Schmitz |

Der THW Kiel zog mit dem Gesamtergebnis von 2:2 Punkten und 69:65 Toren in das Halbfinale ein.
Viertelfinale 3
| 21. April 2023 18:30 Uhr TV: youtube.com | SC DHfK Leipzig                                      | 32:35        | SC Magdeburg                                         | Sporthalle Sportoberschule, Leipzig Schiedsrichter: Julian Fedtke, Niels Wienrich |
| 21. April 2023 18:30 Uhr TV: youtube.com | meiste Tore: Nils Greilich (9), Paul Schmischow (9), | (12:18)      | meiste Tore: Mathieu Fenyö (9), Fritz-Leon Haake (7) | Sporthalle Sportoberschule, Leipzig Schiedsrichter: Julian Fedtke, Niels Wienrich |
| 21. April 2023 18:30 Uhr TV: youtube.com | Strafen: 2×                                          | Spielbericht | Strafen: 4× 1×                                       | Sporthalle Sportoberschule, Leipzig Schiedsrichter: Julian Fedtke, Niels Wienrich |

| 30. April 2023 16:00 Uhr TV: sportdeutschland.tv | SC Magdeburg                                                     | 39:37        | SC DHfK Leipzig                                        | Hermann-Gieseler-Halle, Magdeburg Zuschauer: 338 Schiedsrichter: Maximilian Engeln, Felix Schmitz |
| 30. April 2023 16:00 Uhr TV: sportdeutschland.tv | meiste Tore: Mathieu Fenyö (14), Georg Löwen, Pablo Lange (je 6) | (18:20)      | meiste Tore: Vinzent Bertl (12), Friedrich Schmitt (8) | Hermann-Gieseler-Halle, Magdeburg Zuschauer: 338 Schiedsrichter: Maximilian Engeln, Felix Schmitz |
| 30. April 2023 16:00 Uhr TV: sportdeutschland.tv | Strafen: 1× 6×                                                   | Spielbericht | Strafen: 1× 8× 1×                                      | Hermann-Gieseler-Halle, Magdeburg Zuschauer: 338 Schiedsrichter: Maximilian Engeln, Felix Schmitz |

Der SC Magdeburg zog mit dem Gesamtergebnis von 4:0 Punkten in das Halbfinale ein.
Viertelfinale 4
| 22. April 2023 18:00 Uhr TV: sportdeutschland.tv | HC Erlangen                                   | 36:47        | Rhein-Neckar Löwen                                             | Karl-Heinz-Hiersemann-Halle, Erlangen Zuschauer: 720 Schiedsrichter: Sophia Janz, Rosana Sug |
| 22. April 2023 18:00 Uhr TV: sportdeutschland.tv | meiste Tore: Tim Gömmel (10), Tobias Buck (9) | (16:21)      | meiste Tore: David Móré (10), Theo Sommer (8), Theo Straub (8) | Karl-Heinz-Hiersemann-Halle, Erlangen Zuschauer: 720 Schiedsrichter: Sophia Janz, Rosana Sug |
| 22. April 2023 18:00 Uhr TV: sportdeutschland.tv | Strafen: 2× 3×                                | Spielbericht | Strafen: 2× 4×                                                 | Karl-Heinz-Hiersemann-Halle, Erlangen Zuschauer: 720 Schiedsrichter: Sophia Janz, Rosana Sug |

| 29. April 2023 19:00 Uhr TV: sportdeutschland.tv | Rhein-Neckar Löwen                                   | 36:32        | HC Erlangen                                  | Erich-Bamberger Stadthalle, Östringen Zuschauer: 570 Schiedsrichter: Laura Bley, Birgit Tarka |
| 29. April 2023 19:00 Uhr TV: sportdeutschland.tv | meiste Tore: David Móré (8), Lennart Karrenbauer (5) | (15:15)      | meiste Tore: Tim Gömmel (8), Tobias Buck (7) | Erich-Bamberger Stadthalle, Östringen Zuschauer: 570 Schiedsrichter: Laura Bley, Birgit Tarka |
| 29. April 2023 19:00 Uhr TV: sportdeutschland.tv | Strafen: 1× 5×                                       | Spielbericht | Strafen: 2× 3× 1×                            | Erich-Bamberger Stadthalle, Östringen Zuschauer: 570 Schiedsrichter: Laura Bley, Birgit Tarka |

Die Rhein-Neckar Löwen zogen mit dem Gesamtergebnis von 4:0 Punkten in das Halbfinale ein.

### Halbfinale
Das Halbfinale wurde mit Hin- und Rückspielen ausgetragen. Bei Punktgleichheit nach beiden Spielen kam das Team mit der besseren Tordifferenz weiter. Bei Punktgleichheit und gleicher Tordifferenz wurde nach der höheren Zahl der auswärts geworfenen Tore gewertet. War auch dann noch keine Entscheidung gefallen, wurde sie nach dem zuletzt ausgetragenen Spiel ohne Verlängerung durch Siebenmeterwerfen entsprechend herbeigeführt.
Halbfinale 1
| 6. Mai 2023 19:00 Uhr TV: sportdeutschland.tv | SC Magdeburg | 31:27 | Füchse Berlin Reinickendorf | Hermann-Gieseler-Halle, Magdeburg Zuschauer: 412 Schiedsrichter: Fabian Friedel, Rick Herrmann |
| 6. Mai 2023 19:00 Uhr TV: sportdeutschland.tv | (13:11)      |       |                             | Hermann-Gieseler-Halle, Magdeburg Zuschauer: 412 Schiedsrichter: Fabian Friedel, Rick Herrmann |
| 6. Mai 2023 19:00 Uhr TV: sportdeutschland.tv | Spielbericht |       |                             | Hermann-Gieseler-Halle, Magdeburg Zuschauer: 412 Schiedsrichter: Fabian Friedel, Rick Herrmann |

SC Magdeburg: Felix Mohs, Willi Lücke – Fritz-Leon Haake (9) , Mathieu Fenyö (6 Tore / davon 1 Siebenmeter), Pablo Lange (6), Julius Drachau (5), Yasin Noah Jaidi (4) , Tim Maximilian Hertzfeld (1), Jordan Hammer, Georg Löwen , Phileas Daniel, Euan Nicholas Johnson, Leon Bahr, Monty Torres Kleinsteuber
Trainer und Offizielle: Julian Bauer, Christopher Theuerkauf, Tobias Myrrhe , Anna Fischedick
Füchse Berlin Reinickendorf: Frederik Höler, Maximilian Grundmann – Nicholas Schley (6) , Marvin Siemer (6/3), Max Günther (4/1), Felix Mart (4), Anton Preußner (2), Florian Billepp (2), Silas Overby (2) , Benedikt Kühn (1), William Reichardt , Florian Budde, Jannik Wolf, Michl Reichardt
Trainer und Offizielle: Kenji Hövels, Nicolas Peter, Norman Flödl, Rolf Riemer
| 14. Mai 2023 17:00 Uhr TV: sportdeutschland.tv | Füchse Berlin Reinickendorf | 33:28 | SC Magdeburg | Lilli-Henoch-Sporthalle, Berlin Zuschauer: 249 Schiedsrichter: Steven Heine, Sascha Standke |
| 14. Mai 2023 17:00 Uhr TV: sportdeutschland.tv | (14:12)                     |       |              | Lilli-Henoch-Sporthalle, Berlin Zuschauer: 249 Schiedsrichter: Steven Heine, Sascha Standke |
| 14. Mai 2023 17:00 Uhr TV: sportdeutschland.tv | Spielbericht                |       |              | Lilli-Henoch-Sporthalle, Berlin Zuschauer: 249 Schiedsrichter: Steven Heine, Sascha Standke |

Füchse Berlin Reinickendorf: Frederik Höler, Maximilian Grundmann – Max Günther (9), Marvin Siemer (6 Tore / davon 1 Siebenmeter), Silas Overby (5) , Nicholas Schley (4), Anton Preußner (3), Benedikt Kühn (3), Florian Budde (1) , Michl Reichardt (1) , Felix Mart (1), William Reichardt, Jannik Wolf, Florian Billepp
Trainer und Offizielle: Kenji Hövels, Nicolas Peter, Norman Flödl, Rolf Riemer
SC Magdeburg: Felix Mohs, Willi Lücke – Fritz-Leon Haake (9) , Mathieu Fenyö (6/3), Georg Löwen (5) , Pablo Lange (4), Julius Drachau (2), Tim Maximilian Hertzfeld (1), Yasin Noah Jaidi (1), Jordan Hammer, Luca Krist, Phileas Daniel, Leon Bahr
Trainer und Offizielle: Julian Bauer , Tobias Myrrhe, Anna Fischedick, Andreas Wiese
Die Füchse Berlin Reinickendorf zogen mit 2:2 Punkten und 60:59 Toren in das Finale um die Deutsche A-Jugend-Meisterschaft ein.
Halbfinale 2
| 6. Mai 2023 17:00 Uhr TV: sprungwurftv | THW Kiel     | 29:25 | Rhein-Neckar Löwen | Edgar-Meschkat-Halle, Altenholz Zuschauer: 517 Schiedsrichter: Sebastian Grobe, Adrian Kinzel |
| 6. Mai 2023 17:00 Uhr TV: sprungwurftv | (15:12)      |       |                    | Edgar-Meschkat-Halle, Altenholz Zuschauer: 517 Schiedsrichter: Sebastian Grobe, Adrian Kinzel |
| 6. Mai 2023 17:00 Uhr TV: sprungwurftv | Spielbericht |       |                    | Edgar-Meschkat-Halle, Altenholz Zuschauer: 517 Schiedsrichter: Sebastian Grobe, Adrian Kinzel |

THW Kiel: Magnus Bierfreund, Leon Nowottny – Ben Connar Battermann (8 Tore/davon 2 Siebenmeter) , Henri Pabst (6), Juri Richter (6) , Jacob Broyer (4), Jesse Bennet Dahmke (3), Leif Haack (1) , Linus Kutz (1), Lucius Hess, Lukas Hase, Matteo Menges, Marek Siggelkow
Trainer und Offizielle: Andre Lohrbach, Arne Johannsen, Alicia d Aragon, Helge Krebber
Rhein-Neckar Löwen: Dave Hörnig, Luca Berghoffer – Magnus Grupe (9/2) , David Móré (6/1), Valentin Willner (2), Theo Sommer (2), Lennart Karrenbauer (2), Felix Göttler (2) , Theo Straub (1), Robin Kull (1), Lucas Pabst, Fabian Schwarzer, Elias Ciudad-Benitez, Philipp Alt
Trainer und Offizielle: Daniel Haase, Tobias Knaus, Patrick Jahnke, Thilo Maier
| 13. Mai 2023 19:00 Uhr TV: sportdeutschland.tv | Rhein-Neckar Löwen | 35:25 | THW Kiel | Erich-Bamberger Stadthalle, Östringen Zuschauer: 700 Schiedsrichter: Christian vom Dorff, Fabian vom Dorff |
| 13. Mai 2023 19:00 Uhr TV: sportdeutschland.tv | (18:12)            |       |          | Erich-Bamberger Stadthalle, Östringen Zuschauer: 700 Schiedsrichter: Christian vom Dorff, Fabian vom Dorff |
| 13. Mai 2023 19:00 Uhr TV: sportdeutschland.tv | Spielbericht       |       |          | Erich-Bamberger Stadthalle, Östringen Zuschauer: 700 Schiedsrichter: Christian vom Dorff, Fabian vom Dorff |

Rhein-Neckar Löwen: Dave Hörnig, Luca Berghoffer – Valentin Willner (8) , David Móré (8 Tore/davon 3 Siebenmeter), Felix Göttler (8) , Theo Sommer (4), Lennart Karrenbauer (4) , Theo Straub (3), Robin Kull, Laurin Karrenbauer , Fabian Schwarzer, Alexander Momber, Philipp Alt
Trainer und Offizielle: Daniel Haase, Tobias Knaus, Patrick Jahnke, Thilo Maier
THW Kiel: Magnus Bierfreund, Leon Nowottny – Ben Connar Battermann (9/3), Linus Kutz (8/3), Jacob Broyer (3), Jesse Bennet Dahmke (2) , Juri Richter (1), Matteo Menges (1), Marek Siggelkow (1), Lucius Hess, Leif Haack , Henri Pabst, Lukas Hase , Jonas Rudi
Trainer und Offizielle: Andre Lohrbach, Helge Krebber, Felix Benderoth, Stefan Armbruster
Die Rhein-Neckar Löwen zogen mit 2:2 Punkten und 60:54 Toren in das Finale um die Deutsche A-Jugend-Meisterschaft ein.

### Finale
| 20. Mai 2023 19:00 Uhr TV: sportdeutschland.tv | Rhein-Neckar Löwen | 22:29 | Füchse Berlin Reinickendorf | Erich-Bamberger Stadthalle, Östringen Zuschauer: 800 (ausverkauft) Schiedsrichter: Lucas Hellbusch, Darnel Jansen |
| 20. Mai 2023 19:00 Uhr TV: sportdeutschland.tv | (10:13)            |       |                             | Erich-Bamberger Stadthalle, Östringen Zuschauer: 800 (ausverkauft) Schiedsrichter: Lucas Hellbusch, Darnel Jansen |
| 20. Mai 2023 19:00 Uhr TV: sportdeutschland.tv | Spielbericht       |       |                             | Erich-Bamberger Stadthalle, Östringen Zuschauer: 800 (ausverkauft) Schiedsrichter: Lucas Hellbusch, Darnel Jansen |

Rhein-Neckar Löwen: Dave Hörnig, Luca Berghoffer – David Móré (7) , Valentin Willner (5) , Fabian Schwarzer (3) , Theo Straub (2), Felix Göttler (2) , Laurin Karrenbauer (1) , Theo Sommer (1), Lennart Karrenbauer (1), Robin Kull, Lucas Pabst, Alexander Momber, Philipp Alt
Trainer und Offizielle: Daniel Haase (Trainer), Tobias Knaus (Co-Trainer), Patrick Jahnke (Torwarttrainer), Thilo Maier (Physiotherapeut)
Füchse Berlin Reinickendorf: Frederik Höler, Maximilian Grundmann – Marvin Siemer (9 Tore / davon 1 Siebenmeter), Silas Overby (8) , Anton Preußner (4), Nicholas Schley (3) , Felix Mart (2), Max Günther (1), Benedikt Kühn (1), Michl Reichardt (1), William Reichardt, Florian Budde, Jannik Wolf, Florian Billepp 
Trainer und Offizielle: Kenji Hövels (Trainer), Norman Flödl (Co-Trainer), Nicolas Peter
| 27. Mai 2023 14:00 Uhr TV: sportdeutschland.tv | Füchse Berlin Reinickendorf | 34:25 | Rhein-Neckar Löwen | Lilli-Henoch-Sporthalle, Berlin Zuschauer: 249 Schiedsrichter: Thomas Hörath, Timo Hofmann |
| 27. Mai 2023 14:00 Uhr TV: sportdeutschland.tv | (17:12)                     |       |                    | Lilli-Henoch-Sporthalle, Berlin Zuschauer: 249 Schiedsrichter: Thomas Hörath, Timo Hofmann |
| 27. Mai 2023 14:00 Uhr TV: sportdeutschland.tv | Spielbericht                |       |                    | Lilli-Henoch-Sporthalle, Berlin Zuschauer: 249 Schiedsrichter: Thomas Hörath, Timo Hofmann |

Füchse Berlin Reinickendorf: Frederik Höler, Maximilian Grundmann – Marvin Siemer (9 Tore / davon 1 Siebenmeter), Silas Overby (8) , Benedikt Kühn (6), Anton Preußner (5), Marvin Siemer (3 Tore / davon 1 Siebenmeter), Max Günther (3), Nicholas Schley (3), Florian Billepp (2) , Nicolai Jantzen (2/1), Felix Mart (2), Rico Hampusch (1) , William Reichardt, Jannik Wolf
Trainer und Offizielle: Kenji Hövels (Trainer), Norman Flödl (Co-Trainer), Nicolas Peter, Rolf Riemer
Rhein-Neckar Löwen: Dave Hörnig, Luca Berghoffer – Lennart Karrenbauer (9/2), David Móré (5/1), Theo Sommer (3), Valentin Willner (2) , Theo Straub (2), Felix Göttler (2) , Lucas Pabst (1), Philipp Alt (1) , Fabian Schwarzer, Laurin Karrenbauer , Robin Kull, Alexander Momber 
Trainer und Offizielle: Daniel Haase (Trainer), Tobias Knaus (Co-Trainer), Patrick Jahnke (Torwarttrainer), Thilo Maier (Physiotherapeut)
Mit den Siegen in beiden Finalspielen gewinnen die Füchse Berlin Reinickendorf die Deutsche Meisterschaft der A-Jugend in der Saison 2022/23 und insgesamt ihren 8. Titel.

## DHB-Pokalrunde
Die DHB-Pokalrunde mit den Plätzen 5 bis 10 der Vorrunde startete in vier Sechserstaffeln mit Hin- und Rückspielen, aus denen die beiden Erstplatzierten jeder Staffel weiterkamen in das Pokal-Viertelfinale. Für alle anderen Mannschaften war die Saison nach der Vorrunde beendet.
Legende für die Tabellen der Pokalrunden
JBLH-Pokalrunde 1 Nord-Ost
| Pl.                                        | Verein                        | Sp. | S | U | N | Tore      | Diff. | Punkte |
| ------------------------------------------ | ----------------------------- | --- | - | - | - | --------- | ----- | ------ |
| 1.                                         | SG Flensburg-Handewitt        | 10  | 7 | 0 | 3 | 0302:2460 | +56   | 014:60 |
| 2.                                         | 1. VfL Potsdam                | 10  | 6 | 1 | 3 | 0279:2690 | +10   | 013:70 |
| 3.                                         | HSG Eider Harde               | 10  | 5 | 2 | 3 | 0335:3210 | +14   | 012:80 |
| 4.                                         | Mecklenburger Stiere Schwerin | 10  | 3 | 2 | 5 | 0290:3160 | −26   | 08:120 |
| 5.                                         | HC Bremen                     | 10  | 3 | 1 | 6 | 0296:3200 | −24   | 07:130 |
| 6.                                         | MTV Lübeck                    | 10  | 2 | 2 | 6 | 0313:3430 | −30   | 06:140 |
| Quelle: Handball.net, Stand: 26. März 2023 |                               |     |   |   |   |           |       |        |

JBLH-Pokalrunde 2 Mitte
| Pl.                                        | Verein                         | Sp. | S | U | N | Tore      | Diff. | Punkte |
| ------------------------------------------ | ------------------------------ | --- | - | - | - | --------- | ----- | ------ |
| 1.                                         | HSG Rodgau Nieder-Roden        | 10  | 9 | 0 | 1 | 0364:2770 | +87   | 018:20 |
| 2.                                         | HSC 2000 Coburg                | 10  | 8 | 0 | 2 | 0344:3050 | +39   | 016:40 |
| 3.                                         | HSG Dutenhofen/Münchholzhausen | 10  | 5 | 2 | 3 | 0317:2920 | +25   | 012:80 |
| 4.                                         | TSG Münster                    | 10  | 3 | 1 | 6 | 0302:3210 | −19   | 07:130 |
| 5.                                         | SG DJK Rimpar                  | 10  | 2 | 1 | 7 | 0299:3380 | −39   | 05:150 |
| 6.                                         | HSG Hanau                      | 10  | 1 | 0 | 9 | 0283:3760 | −93   | 02:180 |
| Quelle: Handball.net, Stand: 26. März 2023 |                                |     |   |   |   |           |       |        |

JBLH-Pokalrunde 3 West
| Pl.                                        | Verein             | Sp. | S | U | N | Tore      | Diff. | Punkte  |
| ------------------------------------------ | ------------------ | --- | - | - | - | --------- | ----- | ------- |
| 1.                                         | TSV Burgdorf       | 10  | 8 | 0 | 2 | 0334:2880 | +46   | 016:40  |
| 2.                                         | VfL Gummersbach    | 10  | 6 | 1 | 3 | 0319:2820 | +37   | 013:70  |
| 3.                                         | TSV GWD Minden1    | 10  | 5 | 0 | 5 | 0329:3200 | +9    | 010:100 |
| 4.                                         | TSV Anderten1      | 10  | 5 | 0 | 5 | 0319:3280 | −9    | 010:100 |
| 5.                                         | TuSEM Essen        | 10  | 3 | 0 | 7 | 0288:3280 | −40   | 06:140  |
| 6.                                         | ASV Hamm-Westfalen | 10  | 2 | 1 | 7 | 0277:3200 | −43   | 05:150  |
| Quelle: Handball.net, Stand: 26. März 2023 |                    |     |   |   |   |           |       |         |

JBLH-Pokalrunde 4 Süd
| Pl.                                        | Verein                     | Sp. | S | U | N | Tore      | Diff. | Punkte |
| ------------------------------------------ | -------------------------- | --- | - | - | - | --------- | ----- | ------ |
| 1.                                         | TPSG Frisch Auf Göppingen1 | 10  | 8 | 1 | 1 | 0324:2520 | +72   | 017:30 |
| 2.                                         | TSV München-Allach 19091   | 10  | 8 | 1 | 1 | 0319:2650 | +54   | 017:30 |
| 3.                                         | SG BBM Bietigheim          | 10  | 5 | 2 | 3 | 0308:3090 | −1    | 012:80 |
| 4.                                         | HSG Konstanz1              | 10  | 2 | 1 | 7 | 0274:3150 | −41   | 05:150 |
| 5.                                         | mHSG Friesenheim-Hochdorf1 | 10  | 1 | 3 | 6 | 0280:3160 | −36   | 05:150 |
| 6.                                         | TV Bittenfeld              | 10  | 2 | 0 | 8 | 0271:3190 | −48   | 04:160 |
| Quelle: Handball.net, Stand: 26. März 2023 |                            |     |   |   |   |           |       |        |

### DHB-Pokalrunde Viertelfinale
Das Viertelfinale wurde mit Hin- und Rückspielen ausgetragen. Bei Punktgleichheit nach beiden Spielen kam das Team mit der besseren Tordifferenz weiter. Bei Punktgleichheit und gleicher Tordifferenz wurde nach der höheren Zahl der auswärts geworfenen Tore gewertet. War auch dann noch keine Entscheidung gefallen, wurde sie nach dem zuletzt ausgetragenen Spiel ohne Verlängerung durch Siebenmeterwerfen entsprechend herbeigeführt. Die Gewinner der Viertelfinale spielten dann in einem Final Four den DHB-Pokalsieger aus und hatten einen Startplatz in der JBLH 2023/24 sicher.
Viertelfinale 1
| 23. April 2023 16:00 Uhr | 1. VfL Potsdam                  | 21:19        | TSV Burgdorf                | Ballspielhalle Luftschiffhafen, Potsdam Zuschauer: 83 Schiedsrichter: Pelin Odabas, Lynn van Os |
| 23. April 2023 16:00 Uhr | meiste Tore: Jannis Zwanzig (5) | (9:7)        | meiste Tore: Jarne Aust (6) | Ballspielhalle Luftschiffhafen, Potsdam Zuschauer: 83 Schiedsrichter: Pelin Odabas, Lynn van Os |
| 23. April 2023 16:00 Uhr | Strafen: 1× 4× 1×               | Spielbericht | Strafen: 2× 7×              | Ballspielhalle Luftschiffhafen, Potsdam Zuschauer: 83 Schiedsrichter: Pelin Odabas, Lynn van Os |

| 29. April 2023 19:30 Uhr | TSV Burgdorf                | 30:28        | 1. VfL Potsdam                | Gudrun Pausewang Schule, Burgdorf Zuschauer: 300 Schiedsrichter: Elias Langer, Lukas Schneider |
| 29. April 2023 19:30 Uhr | meiste Tore: Fynn Unger (8) | (15:16)      | meiste Tore: Bennet Heine (9) | Gudrun Pausewang Schule, Burgdorf Zuschauer: 300 Schiedsrichter: Elias Langer, Lukas Schneider |
| 29. April 2023 19:30 Uhr | Strafen: 1× 5×              | Spielbericht | Strafen: 1× 5× 1×             | Gudrun Pausewang Schule, Burgdorf Zuschauer: 300 Schiedsrichter: Elias Langer, Lukas Schneider |

Der 1. VfL Potsdam zog mit 2:2 Punkten, 49:49 Toren und 28:19 Auswärtstoren in das Pokal Final Four ein.
Viertelfinale 2
| 22. April 2023 18:00 Uhr | VfL Gummersbach                  | 23:36        | SG Flensburg-Handewitt                 | Schwalbe-Arena, Gummersbach Zuschauer: 63 Schiedsrichter: Lukas Schwarzmeier, Bela Stewen |
| 22. April 2023 18:00 Uhr | meiste Tore: Benedikt Israel (7) | (14:18)      | meiste Tore: Jorge Benett Fülbier (11) | Schwalbe-Arena, Gummersbach Zuschauer: 63 Schiedsrichter: Lukas Schwarzmeier, Bela Stewen |
| 22. April 2023 18:00 Uhr | Strafen: 1× 4×                   | Spielbericht | Strafen: 2×                            | Schwalbe-Arena, Gummersbach Zuschauer: 63 Schiedsrichter: Lukas Schwarzmeier, Bela Stewen |

| 29. April 2023 15:00 Uhr | SG Flensburg-Handewitt                                                           | 25:23        | VfL Gummersbach                  | Wikinghalle, Handewitt Zuschauer: 146 Schiedsrichter: Marel Herrmann, Nico Schöttelndreier |
| 29. April 2023 15:00 Uhr | meiste Tore: Daniel Wuzella, Jorge Benett Fülbier, Adrian Levy Westphalen (je 5) | (13:16)      | meiste Tore: Daniel Polansky (6) | Wikinghalle, Handewitt Zuschauer: 146 Schiedsrichter: Marel Herrmann, Nico Schöttelndreier |
| 29. April 2023 15:00 Uhr | Strafen: 1× 3× 1×                                                                | Spielbericht | Strafen: 1× 7× 1×                | Wikinghalle, Handewitt Zuschauer: 146 Schiedsrichter: Marel Herrmann, Nico Schöttelndreier |

Die SG Flensburg-Handewitt zog mit 4:0 Punkten in das Pokal Final Four ein.
Viertelfinale 3
| 23. April 2023 16:30 Uhr | HSC 2000 Coburg                           | 35:45        | TPSG Frisch Auf Göppingen      | HUK-COBURG arena, Coburg Zuschauer: 134 Schiedsrichter: Robert Mischock, Christopher Riebesam |
| 23. April 2023 16:30 Uhr | meiste Tore: Janis Pavels Valkovskis (13) | (18:21)      | meiste Tore: Valentin Abt (13) | HUK-COBURG arena, Coburg Zuschauer: 134 Schiedsrichter: Robert Mischock, Christopher Riebesam |
| 23. April 2023 16:30 Uhr | Strafen: 2× 5×                            | Spielbericht | Strafen: 7×                    | HUK-COBURG arena, Coburg Zuschauer: 134 Schiedsrichter: Robert Mischock, Christopher Riebesam |

| 30. April 2023 14:00 Uhr | TPSG Frisch Auf Göppingen     | 35:24        | HSC 2000 Coburg                          | Voralbhalle, Heiningen Zuschauer: 160 Schiedsrichter: Paolo D'Oria, Julius Hlawatsch |
| 30. April 2023 14:00 Uhr | meiste Tore: Felix Eisele (7) | (20:11)      | meiste Tore: Janis Pavels Valkovskis (6) | Voralbhalle, Heiningen Zuschauer: 160 Schiedsrichter: Paolo D'Oria, Julius Hlawatsch |
| 30. April 2023 14:00 Uhr | Strafen: 1× 3×                | Spielbericht | Strafen: 1× 4× 1×                        | Voralbhalle, Heiningen Zuschauer: 160 Schiedsrichter: Paolo D'Oria, Julius Hlawatsch |

Die TPSG Frisch Auf Göppingen zog mit 4:0 Punkten in das Pokal Final Four ein.
Viertelfinale 4
| 23. April 2023 16:00 Uhr | TSV München-Allach 1909    | 32:34        | HSG Rodgau Nieder-Roden               | Sporthalle Eversbuschstraße, München Zuschauer: 505 Schiedsrichter: Alexander Weber, Constantin Weber |
| 23. April 2023 16:00 Uhr | meiste Tore: Fynn Lühr (7) | (15:18)      | meiste Tore: Luca-Marlon Ullrich (10) | Sporthalle Eversbuschstraße, München Zuschauer: 505 Schiedsrichter: Alexander Weber, Constantin Weber |
| 23. April 2023 16:00 Uhr | Strafen: 2× 6× 1×          | Spielbericht | Strafen: 3× 5× 1×                     | Sporthalle Eversbuschstraße, München Zuschauer: 505 Schiedsrichter: Alexander Weber, Constantin Weber |

| 30. April 2023 16:00 Uhr TV: sportdeutschland.tv | HSG Rodgau Nieder-Roden                    | 27:29        | TSV München-Allach 1909    | RODAUSTROM Sportarena, Rodgau Zuschauer: 610 Schiedsrichter: Fabian Foerster, Tim Foerster |
| 30. April 2023 16:00 Uhr TV: sportdeutschland.tv | meiste Tore: Nils Haus, Lukas Juric (je 6) | (10:11)      | meiste Tore: Fynn Lühr (7) | RODAUSTROM Sportarena, Rodgau Zuschauer: 610 Schiedsrichter: Fabian Foerster, Tim Foerster |
| 30. April 2023 16:00 Uhr TV: sportdeutschland.tv | Strafen: 1× 2×                             | Spielbericht | Strafen: 2× 6× 1×          | RODAUSTROM Sportarena, Rodgau Zuschauer: 610 Schiedsrichter: Fabian Foerster, Tim Foerster |

Die HSG Rodgau Nieder-Roden zog mit 2:2 Punkten, 61:61 Toren und 34:29 Auswärtstoren in das Pokal Final Four ein.

### DHB-Pokalrunde Final Four
Die Halbfinale und das Finale in der JBLH DHB-Pokalrunde wurden an einem Tag im Final-Four-Modus ausgetragen, die Spielzeit wurde auf 50 Minuten reduziert. Alle 4 teilnehmenden Teams waren mit der Teilnahme am Final Four auch für die A-Jugend Handball-Bundesliga 2023/24 qualifiziert.
Halbfinale 1
| 14. Mai 2023 11:00 Uhr | TPSG Frisch Auf Göppingen     | 22:24        | SG Flensburg-Handewitt          | RODAUSTROM Sportarena, Rodgau Zuschauer: 330 Schiedsrichter: Lukas Schwarzmeier, Bela Stewen |
| 14. Mai 2023 11:00 Uhr | meiste Tore: Felix Eisele (7) | (12:12)      | meiste Tore: Daniel Wuzella (6) | RODAUSTROM Sportarena, Rodgau Zuschauer: 330 Schiedsrichter: Lukas Schwarzmeier, Bela Stewen |
| 14. Mai 2023 11:00 Uhr | Strafen: 1×                   | Spielbericht | Strafen: 1× 4×                  | RODAUSTROM Sportarena, Rodgau Zuschauer: 330 Schiedsrichter: Lukas Schwarzmeier, Bela Stewen |

Halbfinale 2
| 14. Mai 2023 13:00 Uhr | 1. VfL Potsdam                   | 18:24        | HSG Rodgau Nieder-Roden       | RODAUSTROM Sportarena, Rodgau Zuschauer: 550 Schiedsrichter: Robert Mischock, Christopher Riebesam |
| 14. Mai 2023 13:00 Uhr | meiste Tore: Robin Schaffert (5) | (8:11)       | meiste Tore: Nick Weiland (7) | RODAUSTROM Sportarena, Rodgau Zuschauer: 550 Schiedsrichter: Robert Mischock, Christopher Riebesam |
| 14. Mai 2023 13:00 Uhr | Strafen: 2× 1×                   | Spielbericht | Strafen: 1× 2×                | RODAUSTROM Sportarena, Rodgau Zuschauer: 550 Schiedsrichter: Robert Mischock, Christopher Riebesam |

Finale
| 14. Mai 2023 17:00 Uhr | HSG Rodgau Nieder-Roden      | 16:25        | SG Flensburg-Handewitt                | RODAUSTROM Sportarena, Rodgau Zuschauer: 660 Schiedsrichter: David Keßler, Niclas Mild |
| 14. Mai 2023 17:00 Uhr | meiste Tore: Lukas Juric (7) | (11:13)      | meiste Tore: Jorge Benett Fülbier (7) | RODAUSTROM Sportarena, Rodgau Zuschauer: 660 Schiedsrichter: David Keßler, Niclas Mild |
| 14. Mai 2023 17:00 Uhr | Strafen: 2×                  | Spielbericht | Strafen: 4×                           | RODAUSTROM Sportarena, Rodgau Zuschauer: 660 Schiedsrichter: David Keßler, Niclas Mild |

Die SG Flensburg-Handewitt war somit DHB-Pokalsieger 2023 der A-Jugend (U19)-Handballbundesliga JBLH.